# Center Ridge
Center Ridge est une census-designated place du comté de Conway, dans l’État américain de l'Arkansas.